# Stazione di Sugimotochō
La stazione di Sugimotochō (杉本町駅?, Sugimotochō-eki) e una stazione ferroviaria del quartiere di Sumiyoshi-ku a Osaka, nella prefettura omonima in Giappone. La stazione è gestita dalla JR West e serve la linea Hanwa.

## Linee
JR West
■ Linea Hanwa

## Struttura
La stazione è costituita da due marciapiedi a isola con 4 binari in superficie. Tuttavia, essendo due binari impiegati dai treni rapidi che non fermano in questa stazione, di fatto solo due di essi, il 2 e il 4, vengono utilizzati per il servizio viaggiatori.
| 1 | ■ Linea Hanwa | Passaggio                              |
| 2 | ■ Linea Hanwa | per Ōtori, Kansai Aeroporto e Wakayama |
| 4 | ■ Linea Hanwa | Passaggio                              |
| 4 | ■ Linea Hanwa | per Tennōji e Osaka                    |

## Stazioni adiacenti
| ≪                                 | Servizio    | ≫           |
| Linea Hanwa                       | Linea Hanwa | Linea Hanwa |
| --------------------------------- | ----------- | ----------- |
| Abikochō                          | Locale      | Asaka       |
| Tutti gli altri treni non fermano |             |             |